# 金雪松
金雪松（1974年12月30日—），朝鮮民主主義人民共和國的最高領導人金正日次女、現任最高領導人金正恩的異母姐姐。其母是金正日第三任妻子金英淑。

## 其人及早年生活
她在金正日與金英淑婚後翌年出生，由祖父金日成親自起名「雪松」 。據一名曾任職高層的脫北者所述，金雪松身材頎長（身高165公分），高鼻大眼，髮長及腰，聰明美麗。
她畢業於父親的母校金日成綜合大學經濟學系，和父親一樣主修政治經濟學科。而她本身的藝術及文學修養也很高。
據南韓情報部門調查所知，金雪松曾於2005年秋天以留學生身份逗留法國。

## 政治活動
金雪松自大學畢業後，曾被安排到朝鮮勞動黨中央委員會宣傳鼓動部負責文學領域工作，而且為金正日在上傳到宣傳鼓動部的文學作品上代筆簽名。
自1990年代末起，金雪松負責金正日的隨行保安及日程編排。她並身穿有中校肩章的軍服，陪同金正日外出視察軍隊、巡察地方工廠及企業、出席國務活動等。2002年曾隨同金正日出訪俄羅斯遠東地區。
由於金雪松長年隨侍父親左右，颇受其父喜愛。金正日曾不止一次對他人表示女兒「有頭腦、有能力」，在很多地方像他自己。

### 與金正恩的關係
在2011年12月金正日死後，英國《每日電訊報》曾有評論認為，由於繼承人金正恩的經驗尚淺，金雪松可能會和姑父張成澤（朝鮮前國防委員會副委員長）、異母兄長金正男進行權力鬥爭。在2013年亦有報導指，隨著異母妹金與正（金正恩同父母胞妹）受重用，直接負責所有金正恩參加的活動，金雪松和丈夫已被調至其他支援崗位。
然而有另外的意見認為，金雪松與金正恩的關係並非如之前推測的敵對或冷淡，相反兩者關係十分密切。美國海軍分析中心國際關係局局長高斯於2014年6月10日接受自由亞洲電台訪問時指出，他認為金雪松可能擔任金正恩的核心顧問，並且處於政權內控制情報脈絡的核心地位。而且金與正是由金雪松負責培訓成為其職務的接班人。此外，韓國在野黨新政治民主聯合國會議員洪翼杓在2013年引述中國的朝鮮消息人士表示，金雪松和丈夫申福男（音譯）曾主導肅清姑父張成澤的行動。